# 메사 (프로그래밍 언어)
메사(Mesa)는 1970년대 말 미국 팰로앨토의 팰로앨토 연구소에서 개발된 프로그래밍 언어이다. 이 언어의 명칭은 메사가 고급 프로그래밍 언어이기 때문에 이를 캐치프레이즈로 삼아 넣은 것이다.
메사는 언어 설계와 구현의 여러 혁신적인 부분을 도입했는데, 특히 예외 처리 관리, 스레드 동기화, 점진적 컴파일 등이 있다.
메사는 그래픽 사용자 인터페이스를 갖춘 최초의 개인용 컴퓨터 중 하나인 제록스 알토를 대상으로 개발되었으나 알토의 시스템 대부분은 BCPL로 작성되었다. 메사는 이후 제록스 스타 워크스테이션과 글로벌뷰 데스크톱 환경의 시스템 프로그래밍 언어가 되었다. 제록스 PARC은 나중에 메사의 상위집합인 시더(Cedar) 언어를 개발했다.